# Пульт управления
Пульт управления (англ. control panel, син. «щит управления») — устройство или комплекс средств отображения информации и органов управления, предназначенный для контроля и управления техническими системами, процессами или оборудованием. Является основным инструментом взаимодействия в системе «человек — машина».

## Конструкция и принципы организации[3]
Пульт управления включает:
- Средства отображения информации (индикаторы, дисплеи, сигнальные устройства)
- Органы управления (кнопки, переключатели, рычаги, сенсорные панели)
- Вспомогательные системы (освещение, защитные элементы)

При проектировании учитываются: 1. Эргономические требования — обеспечение удобства и эффективности работы оператора 2. Логическая структура — соответствие расположения элементов структуре управляемого объекта
3. Психофизиологические факторы — минимизация утомления оператора

### Ключевые принципы компоновки
- Функционально связанные элементы группируются вместе
- Важные и часто используемые органы управления размещаются в оптимальной зоне досягаемости
- Обеспечивается визуальная и пространственная согласованность индикаторов и органов управления
- Применяется стандартизация элементов управления для одинаковых функций

## Типы и применение[4]
Пульты управления применяются в различных областях:
- Промышленные — управление технологическими процессами
- Транспортные — системы управления подвижным составом
- Энергетические — контроль работы энергосистем
- Вычислительные — управление ЭВМ и серверным оборудованием
- Бытовые — системы «умного дома», мультимедийные комплексы

## Особенности проектирования
При создании пультов управления учитываются:
- Безопасность — четкая идентификация аварийных органов управления
- Надежность — защита от ошибочных действий
- Унификация — ограничение разнообразия типов органов управления
- Информативность — наглядность отображения состояния системы

## Галерея
- Пульт управления АСУ ТП гидроэлектростанцией
- Пульт управления двигателями авианосца «Клемансо»
- Пульт управления спасательным ботом
- Пульт управления трубчатым паровым котлом
- Пульт телефонного коммутатора (1930-е годы)
- Авиадиспетчерский пульт управления воздушным движением
- Микшерный пульт звукорежиссёра